# Djo-Djol (Cameroun)
 (juin 2021).
Djo-Djol est un village situé dans la région Est du Cameroun et dans le département de Boumba-et-Ngoko. Il se trouve plus précisément dans l'arrondissement de Yokadouma et dans le quartier de Yokadouma-ville.

## Population
Le village de Djo-Djol comptait en 2005, 2285 habitants dont : 1215 hommes et 1070 femmes.